# 戦闘潮流
『ジョジョの奇妙な冒険 Part2 戦闘潮流』（ジョジョのきみょうなぼうけん パート2 せんとうちょうりゅう、JOJO'S BIZARRE ADVENTURE Part2 Battle Tendency）は、荒木飛呂彦による日本の漫画作品『ジョジョの奇妙な冒険』のPart2（第2部）。波紋の戦士シリーズ・第2弾。単行本第5巻 - 第12巻に収録されている。
『戦闘潮流』は後年に付けられた副題で、連載と単行本当時の副題は「第二部 ジョセフ・ジョースター ―その誇り高き血統」。
2012年より放送されたテレビアニメ版『ジョジョの奇妙な冒険』において、第10話から第26話まで「戦闘潮流」編が放送された。詳細については「ジョジョの奇妙な冒険 (テレビアニメ)」を参照。

## あらすじ
舞台は、Part1『ファントムブラッド』から約50年後の1938年。今は亡きジョナサン・ジョースターの親友で後に石油王となりスピードワゴン財団を結成したロバート・E・O・スピードワゴンは、メキシコでの調査中に大量の石仮面とともに2千年もの時を眠り続ける「柱の男」を発見し、消息を絶つ。
ニューヨーク在住のジョナサンの孫であるジョセフ・ジョースター（通称「ジョジョ」）はスピードワゴンの行方を追ってメキシコに向かうが、そこで覚醒した「柱の男」サンタナと遭遇する。「柱の男」は吸血鬼をも凌駕する力と知性を持った地上最強の生物であり、圧倒的な力を持つサンタナとの交戦に際して、ジョセフはジョナサンから受け継いでいた太陽の力「波紋」と自身の巧妙な駆け引きを駆使し、これを制す。
スピードワゴンを救出し、ローマにも3体の「柱の男」がいることを知ったジョセフは、祖父であるジョナサンが師事したウィル・A・ツェペリの孫であるシーザー・A・ツェペリと合流し、復活した3体の「柱の男」であるワムウ、エシディシ、カーズと戦うが、サンタナを大きく上回る実力を持つ彼らに惨敗を喫し、30日経つと融解し毒が噴出し、付けたものを死に至らせる医学的に摘出不可能なリングを2つ取り付けられる。このリングを解除するには、30日以内にエシディシとワムウの2人から解毒剤を奪う必要がある。
「柱の男」たちは波紋や太陽を克服して地上を支配するために、「エイジャの赤石」と呼ばれる宝石の中でも最も強力な「スーパーエイジャ」を探していた。ジョセフは「『柱の男』たちの野望を阻止し、解毒剤を得る」という目標のために、シーザーと共に彼の師であるリサリサのもとで波紋の修行を積み、心身を鍛え上げられるとともに、リサリサがスーパーエイジャの所有者であることを知る。最終試練の日、ジョセフは襲ってきたエシディシを成長した波紋と知恵で撃破し解毒剤を得るが、彼はリサリサの使用人であるスージーQを操ってスーパーエイジャを自身らのアジトがあるサンモリッツへ郵送する。
シーザーが「柱の男」たちのアジトへ単身で乗り込むもワムウに敵わず息絶えたが、その時にシーザーはワムウの持つ解毒剤を奪い、ジョセフに解毒剤を波紋で渡す。そして赤石を賭けての直接対決が行われる。ジョセフがワムウを撃破してカーズを追い詰めるが、騙し討ちで赤石を奪ったカーズは石仮面に赤石を組み込んで被り、不死身の究極生物に進化する。
カーズの猛攻に遭って絶望するまで追い詰められたジョセフは、ヘリコプターをも利用した逃走の果てに火山の噴火を利用した捨て身の攻撃により、カーズを大気圏外へ追放する。カーズが永遠に宇宙空間をさまようこととなった一方、ジョセフも噴火に巻き込まれて死亡したと思われていたが、船に救助され奇跡的に生還しており、自分の葬儀の当日に、妻となったスージーQを伴い悲しむ一同の前に姿を現すのだった。
それから約50年後、老齢の域に入ったジョセフは日本人に嫁いだ娘とその孫に会うため、飛行機で日本へ向かう。新たな「JOJO（ジョジョ）」への世代交代を示唆しつつ、第2部は幕を下ろす。

## 登場人物
登場人物の名称は他のPart同様、洋楽のバンド名やメンバー名などをアレンジしたものが多い。
担当声優はテレビアニメ版および、それに準拠した関連作品での配役。それ以外のものは別途記載する。

### 波紋の戦士
ジョセフ・ジョースター
声 - 杉田智和 / 大塚芳忠（Part3対戦型格闘ゲーム版）
第2部のジョジョ。ジョナサンの孫。1920年9月27日生まれ。身長195センチメートル 体重97キログラム。B型。
生まれついての波紋使いで、シーザーと共に「柱の男」たちに立ち向かう。
シーザー・アントニオ・ツェペリ
声 - 佐藤拓也
ジョセフの戦友で波紋使い。Part1に登場したウィル・アントニオ・ツェペリの孫で、父はイタリア人のマリオ・ツェペリ。1918年5月13日生まれ。20歳。身長186センチメートル 体重90キログラム。血液型A型。両の頬にアザがある。ガールフレンドを大勢持つナンパ男だが、波紋の師であるリサリサのことは母のように慕っている。ジョセフに対しては無責任な性格と、祖父はジョナサンのせいで死んだという考えから、当初は打ち解けなかった（登場初期には、ジョセフを「イナカ者」と見下すシーンも多い）が、ワムウとの初戦でジョセフが自身を囮にスピードワゴンと自分を助けようとしたことを機に彼を見直すようになり、リサリサの下での修行を通して無二の親友となった。初登場の時点で波紋法を習得しており、シャボン玉を媒介とした波紋の攻撃「シャボンランチャー」を得意とする。いつでもシャボン玉を出せるよう、衣服には石鹸水を仕込んでいる。
母を早くに亡くしてはいたものの、かつては家族と共に幸せに暮らしていたが、シーザーが最も尊敬していた父が理由も告げずに突如失踪した（家族のための生活費は残していたが、悪い親戚に騙し取られた）ことから父を憎み、性格が荒れて放浪するようになる。孤児院に収容されるも脱走し、ローマの貧民街で犯罪に明け暮れる荒んだ青春を送る。このときに行った幾度もの喧嘩における素拳での一撃を恐れられており、すでに波紋の才能の片鱗を見せている。16歳の時にローマでマリオを発見するが、彼は石化中のカーズに不用意に近づいたシーザーのことを息子と気づかないまま庇い、目の前で捕食されてしまう。シーザーはマリオが家族を捨てたのではなく、「柱の男」や吸血鬼との戦いに巻き込まないためにあえて無言で去ったのだということを知り、祖父と父の遺志を継ぐことを決意する。それまでは父への恨みから「姓なんて無え」と言うほどであったが、以後は父およびその血統を強く誇るようになり、侮辱する者には容赦しなくなった。
罠を承知でカーズたちの隠れ家に単身乗り込み、ワムウを追いつめるもあと一歩で敗れる。瀕死の重傷を負いながらも自らの父と祖父が自己を犠牲にして他人を救ったことを思い返し、死力を振り絞ってワムウから解毒薬入りのピアスを奪い取る。バンダナに引っかけたピアスを自身の血で作ったシャボン玉に入れて飛ばし、ジョセフに託すと微笑を浮かべたまま死亡する。遺体は死亡直後に落ちてきた十字架状の瓦礫の下敷きとなったが、その戦いぶりと最期はワムウからも認められ、彼に「永遠に記憶の片隅に留めておく」とまで言わしめた。
ジョセフがピアスと共に受け取ったバンダナは形見の品として彼が所持し、ワムウとの決戦ではそのバンダナをジョセフが額に巻いて戦った。そしてワムウとの戦いの最後の最後でバンダナを火種にすることでワムウを爆破し、勝利を収めた。
主な技は、衣装に仕込まれている特殊石鹸水に波紋を流し、シャボン玉を発射する「シャボンランチャー」や、それを高速自転させて円盤状に発射できる「シャボンカッター」。後者は祖父の使っていた波紋カッターの応用技で、「シャボンカッター・グライディン」としてそのエッジ部分で切断したり、円盤本体を「シャボンレンズ」として光の反射現象を利用して日光を操ることができる。
リサリサ / エリザベス・ジョースター
声 - 田中敦子
ヴェネチア、エア・サプレーナ島の波紋訓練場の主。シーザーの波紋の師であり、後に師事したジョセフに波紋の扱い方を厳しく指導した。
当初のジョセフは知らなかったが、正体は彼の実母エリザベスであり、1889年の大西洋の事件（Part1最終話）でエリナに助けられた赤ん坊。生年月日は1888年12月頃。50歳。身長175センチメートル。体重不明。血液型A型。
18歳になるまでストレイツォのもとで養護と指導を受け、波紋を習得する。成人後にイギリス空軍のパイロットとなったジョージ・ジョースターII世と結婚し、ジョセフを出産する。しかし、イギリス空軍司令官として潜んでいたゾンビ（詳細はディオ・ブランドー#Part2『戦闘潮流』を参照）にジョージを殺害され、怒りと悲しみで冷静さを欠いたエリザベスはそのゾンビを波紋で倒す。その現場に目撃者がいたことから「イギリス空軍司令官殺し」の国家反逆罪で全世界へ指名手配となり、スピードワゴン財団の協力で姿をくらました以降は「リサリサ」と名乗っていた。
波紋の習得によって20代後半のような若々しい外見を保っており、波紋パワーはジョセフの軽く3倍。武器は、サティポロジア・ビートルという虫の「100%波紋を伝える糸」を用いて編まれたマフラーで、それに波紋を流して吸血鬼を倒す。また、このマフラーは武器であると同時に、生命反応を感知できるレーダーにもなっている。
「柱の男」たちとの最終決戦でカーズに重傷を負わされるも生還し、ジョセフに自分が母であることを打ち明け、スージーQを伴って3人でアメリカへ移住し、1948年にハリウッド映画の脚本家と再婚した。ジョセフには母としての愛情を押さえ込み、波紋戦士として育てるために常に厳しく接していたが、死亡したと思われていた彼が生きて現われた時には嬉し涙を浮かべている。Part3には登場こそしないものの、ジョセフに「ジョースター家の血筋の人間には左肩に星型のアザがある」ことを教えていたことが、彼の台詞で明かされている。
ノベライズ作品『JORGE JOESTAR』では、ジョージ (Jorge) のヒロインとして登場する。名前は「エリザベス・ストレイツォ」で、海難事故に遭遇した際にジョナサンの波紋の影響を受けて波紋呼吸法の基礎を会得していたという設定になっている。
真藤順丈の公式ノベライズ作品『無限の王 rey infinito』（ 『JOJO magazine 2022 SPRING』 / 『JOJO magazine 2022 WINTER』 / 『JOJO magazine 2023 WINTER』掲載：『グアテマラ編』・『ペルー編』・『完結編』の全3部構成）では、98歳にして近距離パワー型スタンド“ザ・ハウス・オブ・アース”に覚醒、太陽風に匹敵する烈風に波紋エネルギーを流し込むことにより、生物・無生物問わず物理的に実体化している存在を根源から破壊することが可能となった。敵スタンドを「ヤワヤワヤワヤワ」ラッシュで粉砕するも、後に精神および肉体双方が急激に老化、百歳の誕生日を迎える前に死去する。なお本作では「波紋エネルギーとスタンドは同種のエネルギーであり、スタンドは波紋エネルギーを導電体の如く通電するので、スタンド自体に波紋は効かないが、スタンドから伝播した波紋エネルギーがスタンド使い本人に伝達され、物理的な肉体を持った存在であるスタンド使いの肉体そのものを破壊できる」という原理を応用して、スタンド未覚醒状態でも、波紋エネルギーのみで近距離攻撃型その他のスタンド使いに勝利している。
ロギンズ、メッシーナ
声 - 仲野裕（ロギンズ）、中村秀利（メッシーナ）
2人ともリサリサの屋敷の召使であり、波紋の師範代。リサリサによる指示のもと、ロギンズがジョセフを、メッシーナがシーザーをそれぞれ厳しく指導した。ロギンズは最終試練の場にてジョセフを待っていたところをエシディシに肺への一撃で殺害され、ジョセフはロギンズの遺体に糸を介したトラップでエシディシの左腕を切断して一矢報いるが、ロギンズの遺体の左腕はエシディシに奪われ、新たな腕として再利用される。その直後、左腕を失ったロギンズの遺体はエシディシの血液を注入されたことで沸騰し、破裂している。
メッシーナはエシディシが郵送した赤石の宛て先を突き止め、単独でカーズの潜伏しているホテル跡へ向かったシーザーを止めるべく追うが、ワムウに左腕を切断されて気絶する。負傷の影響もあり、最終決戦には参加できなかった。
終戦後、ジョセフの葬式に参列した際には左腕が元通りとなっており（本来の腕か義手かは不明）、リサリサたちと共にジョセフの生還に驚愕するが、彼と再会したキャラクターの中で唯一エピローグが描かれていない。
綴りは "Loggins"、"Messina" だが、『オールスターバトル』以降およびCrunchyrollで配信されているテレビアニメの北米版では、"Loggs"（ロッグス）、"Meshina" と改名されている。

### 柱の男
サンタナ
声 - 乃村健次
「柱の男」の1人で、彼ら4人の内では最下位の階級にあたる。カーズたちが旅を始めた頃は赤ん坊であり、カーズいわく「（自分たちの）十分の一しか生きていない若僧」「青っちろいガキ」。カーズたち3人と離れメキシコの遺跡で眠っていた。鉱物化して眠る柱をスピードワゴン財団が発見し、さらにそれをナチス・ドイツが将来人類の存亡に関わると考え、「柱の男」を倒す研究のために奪取し、研究の過程で多数の囚人の生き血を吸わせることによって目覚めさせた。後述の3人とは異なって特定の流法（モード）は見せておらず、「憎き肉片（ミート・インベイド）」「露骨な肋骨（リブス・ブレード）」などの自らの肉体の一部を操作して攻撃を行う。最下位とはいえ「50センチメートルの鉄板に囲まれた密室」から遠くの声を聞ける聴力、わずかな時間で現代語を習得し、サブマシンガン（MP40）を一目見ただけで数時間の訓練は必要とする分解を瞬時にするなど高い知能を持ち、かつ1人でドイツ軍基地を蹂躙する圧倒的な能力を見せる。ただ、ジョセフが自分に吸収されなかったり、波紋で攻撃を防いだりしているのを見て不思議に思っていたことから、「波紋」の存在を知らなかったようである。シュトロハイムの文字通りの捨て身の行動とジョセフの攻撃によって太陽の光を浴びたために再び石化し、スピードワゴン財団に回収される。後述のワムウやエシディシのように波紋で倒されたわけではないため、SPW財団の施設で人工の紫外線ライトにさらされながらもヘビを吸収するなど、まだ生きていることが示唆されているが、その後の行方は劇中では語られていない。
「サンタナ」の名は、シュトロハイムが「メキシコに吹く熱風」という意味で便宜上名付けたもので、本名は不明。当初、他の柱の男は「ヤツ」と呼んでいたが、後にカーズもシュトロハイムに合わせて「サンタナ」と呼んでいた。
『オールスターバトル』のプロモーション動画の北米版では "San-Tan"（サンタン）、『オールスターバトル』本編以降およびビズメディアから発売された原作漫画、テレビアニメの北米版では "Santviento"（サンヴィエント）と改名されている。
ワムウ
声 - 大塚明夫
「柱の男」の一人。年齢はおよそ12000歳。1939年1月30日にカーズやエシディシとともに2000年の眠りから復活。サンタナ同様カーズが旅を始めた際は赤子であり、階級はカーズやエシディシに次ぐ第3位であるものの、彼らやシーザーに「戦闘の天才」と言わしめるほどの実力者。紫外線に耐性があり、上記の紫外線ライトを照射されても、まるで害を受けずに平然と行動できる。
「風の流法」という、体機能の作用で空気の流れをすさまじい規模で操る技法を所有。必殺技は両腕を前に突き出した状態で関節ごと高速回転させ、巨大な竜巻を作り出して標的を粉砕する「神砂嵐（かみずなあらし）」と、膨大な量の空気を体内で圧縮し、極めて高圧の状態で噴出させて標的を切り刻む「最終流法（ファイナルモード）・渾楔颯（こんけつさつ）」。視覚無しでも収納可能な1本の角で風の流れから相手の動きを知ることができる。額の角はドリルのように回転する武器ともなる。風の流法の応用で、体周囲の光を迂回させるという光学迷彩の原理で、一時的に透明人間となり、またごく短時間ながら日光下でも行動できる。自分の影の中に入られるのを極端に嫌い、相手が「柱の男」の中で最も賢いと言われているカーズであっても無意識の内に反射攻撃をしてしまう。カーズやエシディシに対して非常に忠実であるが、戦いの場においては自らの戦いの美学を優先する。
自分が認めるに足る敵と戦うことを名誉とする誇り高き男。それゆえ、戦いを穢す者には制裁を加える。2000年の眠りから覚めた際にジョセフと戦い瀕死のダメージを与えるものの、自らに傷を与えた男としてジョセフを認めて彼の心臓に毒の指輪を埋め込み、決闘を約束した。その後は、ギリシャで「エイジャの赤石」を探していたらしいが、スイスのサンモリッツにいるカーズと合流すると、単独で攻撃を仕掛けてきたシーザーを苦戦しながらも倒すが、自らの命を失ってもジョセフに解毒剤を託そうとした彼の姿に敬意を表し、シーザーが自らの血で作った鮮赤のシャボンを割らずに見逃した。最後は、ピッツベルリナ山にてジョセフと古来の作法に基づく「戦車戦」での決闘を行い、死闘の末に敗れる。首だけの状態になりながらも自分の戦いを穢そうとした吸血鬼たちに制裁を加えた後、自分より戦士として高みに立ったジョセフの成長に立ち会えたことに喜びを感じながら、1万年以上に及ぶ自らの人生はジョセフに出逢うためにあったのかもしれないという旨の言葉を言い残し、消滅した。ジョセフはそれに応え、無意識に敬礼している。
エシディシ
声 - 藤原啓治
「柱の男」の1人でカーズの同志。ダイナマイトを飲み込み、腹の中で爆発させても平然としているほど強靭な肉体を持つ。血液を摂氏500℃にまで加温し、この熱を様々に利用する、「炎の流法」（テレビアニメ版では「熱の流法」）の使い手。切れた血管を針のように伸ばし、敵に突き刺し過熱血液を流し込む「怪焔王の流法」（かいえんのうのモード）、血管針を全身から突き出させて回転攻撃を行う「怪焔王大車獄（かいえんのうだいしゃごく）」でジョセフを苦しめた。性格はカーズやワムウと比べると荒っぽく直情的であるが、自身もそれを自覚しており、頭に血が上った時は大泣きして落ち着くことで感情を制御する。中国に行った経験を持っており、ジョセフとの会話で兵法書の「孫子」を引用した。
復活後にワムウがジョセフの心臓に毒の指輪を埋め込んだ時、ジョセフの喉に毒の指輪を埋め込んだ。エイジャの赤石の所在を突き止め、1939年2月25日の夜にエア・サプレーナ島を襲撃してロギンズを殺害し、ジョセフと戦うが敗北する。しかし、脳髄だけになりながらもスージーQに取りついて赤石をスイスにいるカーズのもとへ郵送。そして、スージーQの肉体もろとも自爆することでジョセフたちも吹き飛ばそうと図るが、ジョセフとシーザーが連携して流した波紋によってスージーQの肉体から追い出される。それでも今度はジョセフの肉体に再度取り付こうとするが、最期はジョセフの背中の上で朝日を浴びて消滅した。
プライドを捨ててまで仲間のために生きようとした姿には、ジョセフも善悪とは関係無い、一種の敬意を表していた。
作者の荒木飛呂彦は、Part2では敵キャラクターやエシディシが泣くシーンが気に入っており、「強い敵が、ある瞬間に弱みを見せたほうが怖い」と語っている。
カーズ
声 - 井上和彦
「柱の男」のリーダー格。柱の男たちの中では最も知能が高く、「究極生命体（アルティメット・シイング）」となることを望み、「石仮面」を作り出した天才（究極生命体となった時点ではIQ400）。身体から生やす刃を煌めせる光の流法「輝彩滑刀（きさいかっとう）」を武器として用いる。刃が光るからくりは、刃の表面をチェーンソーのように走る無数のキバ状の突起が不規則に起こす乱反射によるもので、金属も容易に切断する切れ味を持つ。刃は腕以外にも脚などからも生やせる。
弱点なき究極の生命体の追求を信念としている。およそ12,000年前、同族の面々から思想を危険視され、彼らを返り討ちにして滅ぼした。そして、自分の思想に共感したエシディシと、当時は生まれたばかりで事情を知らないワムウとサンタナを引き連れ、旅に出た。究極生命体になるための研究の過程で「エイジャの赤石」の力を発見し、石仮面の完成に必要な「スーパーエイジャ」の所在を突き止めるが、その後は休眠期に入ったために柱の中で眠りについていた。自らの目的を果たすことは絶対のもので手段は選ばず、ワムウに倣うと見せかけた欺瞞的な戦法や両親をも含む殺戮にも罪悪感はほとんど持たない。一方、戦士としてのワムウの姿を讃えて尊重し、その純粋さに心を傷めたり、エシディシに対しての強い仲間意識を覗かせるなど、彼らへの心情は一貫して手厚い。子犬を轢きそうな自動車のハンドルと運転者の腕を斬る、谷に落下した際地面に咲く花の上に落ちることを避けるといった一面も見せる。
スイスでの決闘ではリサリサを騙し討ちし、ついにスーパーエイジャを手に入れる。その後はジョセフの策に嵌るが、直後に自らに止めを刺そうとしたシュトロハイム隊の攻撃を利用し、赤石と石仮面の力で究極生物と化す。
回想シーンでは柱の男と同じ闇の生物の一族が数人登場しているが、カーズの粛清を決定する会議を開いている姿や、彼に殺害された姿が描かれるのみである。テレビアニメ版では生前の姿や人数が増やされ、明確に女性とわかる者も数人登場している。
ノベライズ作品『JORGE JOESTAR』にも登場する。不死ゆえに宇宙の終焉をも生き延び、37回目の宇宙で火星にいた。名探偵ジョージ・ジョースターに同行して2012年の杜王町に帰還したり、1920年のジョセフ0歳に出会ったり、スタンドを学習したり、究極生命体になったディオと戦ったりする。
究極生命体カーズ
エイジャの赤石と石仮面のパワーで進化したカーズ。太陽光や波紋を克服した他、さらに体細胞を変形させて、あらゆる生物の能力を体現できるまでになっている。完全生物ゆえに、性交による繁殖で種や仲間を残すことを不要とし、自らが思うがままの世界を創造していくことを目的とする。変形能力によって、空中から飛び道具で攻撃することができるようになった。たとえ溶岩に落ちても即死せず、燃え尽きるよりも早く適応して克服する。さらに波紋をも体得し、くらった人体を蒸発させるほどのジョセフの数百倍という比較にすらならないほどの高出力で練るまでに至る。
エシディシとワムウの仇討、および自分のけじめのためにジョセフを自分の手で殺そうと追跡する。一度はジョセフとシュトロハイムの捨て身の奇策にはまり、溶岩に落とされるも、脱出してジョセフの左腕を切断し、彼とシュトロハイムを死の絶望に追いやる。しかし、新たに得た「波紋」でジョセフに止めを刺そうとしたことが仇となり、ジョセフが無意識に掲げた赤石によってさらに増幅させられた波紋エネルギーが火山のさらなる噴火を誘い、噴出された火山岩に押し上げられて宇宙空間へ放逐される。体内の圧縮空気の噴出による反動で地球への帰還を試みるが、体内外の温度差によって噴出空気が固体に凍結してしまい失敗。不老不死ゆえに死ぬこともできず、最終的に生物と鉱物の中間の物体となって思考を停止し、永遠に宇宙空間を漂うことになった。

### 吸血鬼
ストレイツォ
声 - 飛田展男
Part1で登場した波紋の戦士でリサリサの育ての親にして師匠。年齢は75歳でスピードワゴンと同い年だが、波紋の力によりスピードワゴンよりも若い姿を保っている。本人曰く、肉体の鍛錬のために波紋を学んだ。老師トンペティの後を継ぎ、波紋法の指導者となったが、波紋法をもってしても防ぎきれぬ自身の老化に危機感を持っており、年を経るごとにディオ・ブランドーの吸血鬼の力に憧れだした。
そのため、スピードワゴンに呼ばれて弟子たちとともにメキシコを訪問し、柱に埋め込まれたサンタナと多数の石仮面を目の当たりにした際、弟子たちを殺害した後にスピードワゴンを襲い、石仮面を持ち出して吸血鬼となった（その際に、容姿がPart1とほぼ同じ状態にまで若返った）。しかし、吸血鬼となった後も血を吸わず、無関係な人間を手にかけることはなかった（ジョセフを誘き出すために少女を人質にとったが、その際にも奥歯を引き抜いただけで殺してはいない）。
自身の脅威になるであろうと判断したジョセフを抹殺すべく彼と戦い、Part1でディオも使用した「空裂眼刺驚（スペースリパースティンギーアイズ）」を使った。また、リサリサが所持しているのと同じような波紋をよく伝導するマフラーを身につけており、それでジョセフの波紋を散らして防いだ。だが、ジョセフの用意していた多数の兵器と機転によりマフラーを失い、空裂眼刺驚も撃ち返されて敗北。若返ったことを至上の幸福と称して、波紋の呼吸を行い、自らの命を絶った。
名前の由来はPart1のダイアーとともにイギリスのロックバンド「ダイアー・ストレイツ」。
鋼線（ワイアード）のベック
声 - 鶴岡聡
カーズの部屋の門番を任されている吸血鬼。厚ぼったい唇と、静岡弁調（語尾に「〜ズラ」をつける）の口調が特徴。恋人を絞め殺した脱獄囚だったが、逃亡中にカーズの持つ石仮面により吸血鬼となった。自分の体毛を棘状に変化させることができる。ジョセフのクラッカーを破壊し、リサリサを抱き締めてお仕置きしようとしたが、逆に波紋を流されて死亡した。
カーズの影武者
カーズの影武者を務めていた吸血鬼。リサリサとカーズの戦いで、本物のカーズが「殺気の無い構え」を見せ姿を消した後、柱のヒビの中から現れる。リサリサに波紋を流され、呆気なく倒れるが、カーズが攻撃するための隙を作ることには成功した。頭髪はかつらであり、倒された後はかつらが外れ、禿頭が露わになった。
戦車の御者
声 - 山本兼平
吸血馬2頭が引く戦車の御者を任されていた吸血鬼。興奮し猛り狂った吸血馬を抑えることができず、ワムウ、カーズに避難を勧めた。吸血馬はワムウによって静められ、自身も命は助かった。
その他、カーズによって生み出された約100人もの吸血鬼（全員、元はごろつきの類）が登場している。そのいずれもワムウとカーズに制裁を下されたり、カーズにエネルギーを吸収されている。大半はシュトロハイムとナチス親衛隊、スピードワゴン財団特別科学戦闘隊に倒されている。またTVアニメ版では夜明けの太陽によって、それまで残っていた吸血鬼はこの時に全員消滅している。

### その他の登場人物
ロバート・E・O・スピードワゴン
声 - 上田燿司
ディオとの戦いの後アメリカに渡り、運よく石油を掘り当てて石油王となり、スピードワゴン財団を設立。吸血鬼と柱の男たちについて調査をしていた。
エリナ・ジョースター
声 - 川澄綾子
旧姓ペンドルトン。ジョセフの祖母であり、ジョナサンの妻であった。Part2では気品と厳格さを兼ね備えた淑女となっている。また、レストランにて友人であるスモーキー・ブラウンを黒人だという理由で侮辱した相手への怒りを露にしたジョセフに対し、「他の客に迷惑をかけずにやっつけなさい」という旨の発言をするなど、若い頃よりしたたかになっている。
孫のジョセフからは、育ての親として深く慕われており、第二部、第三部でジョセフに「エリナ婆ちゃん」と言われている。老齢ながら小学校の英語教師を務めており、学校をサボるジョセフに歴史を教えている。彼女が教えた孫子の兵法はジョセフがエシディシと戦う際大いに役立った。夫と息子を若くして失っているため、孫のジョセフには幸せになってもらいたいと願っている。そのため、ジョセフの父親と母親は（石仮面の宿命とは関係のない）戦死と病気でそれぞれ亡くなったことにして、波紋や石仮面の存在にまつわることは50年前に終わったと、ジョセフには真実を伝えずにいた。
1950年、自身も数奇で悲しい運命に何度も見舞われたが、最後は孫とその家族、友人たちに見守られながら81年の生涯を静かに閉じた。
Part2では普段からサングラスを付けており、一度も取っていない。1コマだけ、サングラスと顔の間から素顔が見えるシーンがある。
テレビアニメ版では普通の丸眼鏡となっており、素顔も見えている。また上述の最期のシーンにはベッドの上でジョセフや曾孫であるホリィ、その他大勢に見守られていた。
原作でのPart3以降は特に名が挙がるシーンは無かったが、テレビアニメ版でのPart3ではジョセフとDIOの直接対峙する場面において名が挙げられており、DIOからの台詞は「田舎娘」と言われている。
ルドル・フォン・シュトロハイム
声 - 伊丸岡篤
ナチスの将校で、初登場時には少佐としてメキシコ秘密基地の指揮官を務めていた。手柄を立てて勲章をもらうために、瀕死の重傷を負ったスピードワゴンを保護して尋問し、得た情報で基地内に移動させた柱の男たちの1人を復活させ、サンタナと命名する。しかし、サンタナの予想を上回る能力に翻弄され、基地内に甚大な被害を負ったことで、基地に侵入していたジョセフと一時共闘する。その後、サンタナに弱点の日光を浴びせるために自らの足をジョセフに斧で切り落とさせるなど身を挺した行動を取るが、逆に切断した足の傷口から体内に侵入されてしまう。最後の手段として手榴弾によって自爆したが、それでもサンタナは倒せなかった。しかし、シュトロハイムが自爆したことで再び日光に晒されたサンタナは、ジョセフによって石化される。
死んだと思われたものの、全身をサイボーグ化して再登場（それと同時に大佐へ昇進）。再び柱の男たちとの戦いに参加する。サイボーグ化にはサンタナのデータが参考にされており、その身体能力は彼を上回ったが、サンタナよりもはるかに格上の存在であるカーズには内蔵された機関銃でダメージを与えたものの胴体を真っ二つにされる。しかし、片目に内蔵された紫外線ストロボを駆使して生き残り、再改造・修理を受けて再度戦線に復帰。カーズとの最終決戦において、苦戦するジョセフを文字通り身を犠牲にして助けており、Part2における彼の最後の戦闘を見届けた唯一の人物となった。
台詞の最後を伸ばす（「世界一ィィィ!」など）独特の口調を持つ。サイボーグ化された後はこの傾向がさらに顕著になっていた。
性格面ではプライドが高く傲慢な反面、勇気のある人間は人種や年齢を問わず尊重するなどの面を持っている。カーズに止めを刺そうと意気込んで放ったはずの攻撃が、彼がエイジャの赤石を装着した石仮面をかぶっていたために究極生物化の手助けとなってしまうなど、間抜けな一面も見せている。また、単身で実験台になろうとした捕虜の少年以外の捕虜全員を実験に使うなど冷酷な面がある一方、自身を犠牲にしてジョセフを助ける正義漢の一面も持つ。
柱の男たちとの戦いの後、ジョセフの生還を知ることなく1943年のスターリングラード戦線で誇り高きドイツ軍人として名誉ある戦死を遂げたことがエピローグで記されている。
小説『恥知らずのパープルヘイズ』では名前のみ登場。石仮面による不死の研究の責任者になっていたことが判明しており、シチリアにあった石仮面を回収する予定であったが、スターリングラード戦線で戦死したためにそれは回収されず、シチリアに残されていた。
原作ではナチスと呼称されているが、アニメ版、およびゲームでは「ドイツ軍」に統一されている。
スージーQ
声 - 小島幸子
リサリサの使用人。ノリは良いがかなり天然ボケな性格のイタリア人女性。脳髄のみとなったエシディシに操られて体内をボロボロにされるが、ジョセフに救われた。柱の男との戦いを終えたジョセフを介抱した後に結婚するが、彼の生存を仲間たちへ連絡し忘れていたため（ジョセフはカーズ戦で死んだと思われていた）、ジョセフは自分の結婚を自分の葬儀の場で発表する羽目となった。
結婚後、ジョセフとの間に娘のホリィ・ジョースター（空条ホリィ）をもうけ、さらには孫の空条承太郎が生まれることとなるが、Part4での彼の台詞によると、ジョセフの浮気が判明した時はかなり激怒した模様。
綴りは "Suzi Q" だが、原作漫画の北米版では、"Suzie Q" と改名されている。
スモーキー・ブラウン
声 - 林勇
ジョージア州出身の黒人少年。自身をチンピラと自称するほど落ちぶれていたが、ニューヨークでジョセフの財布を盗んだところを見ていた警官のリンチに遭っていた最中、自身の被害者であるはずのジョセフに助けられて友人となる。ストレイツォ戦の後はしばらく登場しなかった（ジョセフやスピードワゴンが不在の間、エリナの身辺の世話をしていた模様）が、カーズとの最終決戦で苦戦するジョセフの元へスピードワゴンやシュトロハイムらとともに駆けつけている。エピローグでは苦学した後、ジョージア初の黒人市長となったことが記されている。
テレビアニメ版Part2最終話ではジョセフの生存を知った際に感極まって号泣する場面が描かれており、彼への友情が強調されている。テレビアニメ版では成長した姿が描写され、50年後のPart3では作中の雑誌でニューヨークの市長としての姿が描かれていた。
ジョージ・ジョースターII世
ジョナサンとエリナの息子。リサリサの夫でジョセフの父。名は祖父のものを受け継いだ。ジョナサン譲りの容貌を持ったイギリス空軍のパイロット。黎明期の乗り物で、その安全性が保障されていない飛行機に自ら志願して搭乗するなど、ジョナサン同様の強い意志と勇気を持っている。軍の上官がディオの生んだゾンビの生き残りであることに気付いたが、素質はあったものの波紋の修行をしていなかったために殺害された。息子のジョセフには、「父は幼い時に戦死した」としか知らされていなかった。
なお、名前はPart2では単に「ジョージ・ジョースター」と語られているのみで、Part3以降の家系図において「ジョージII世」とされている（ジョージI世は祖父であるPart1のジョースター卿）。
テレビアニメ版では出番が増やされ、花束を手にエリザベスの元を訪れるシーン、空軍パイロットとして活躍するシーン、生まれたばかりのジョセフを夫婦で見守る笑顔のシーンが描かれた。
ノベライズ作品『JORGE JOESTAR』では主人公であり、名前は「Jorge」となっている。
ブルート
ジョセフに挑みかかってきた大男。伴っていた女性からは「ブルりん」と呼ばれる。ジョセフがストレイツォを爆破して逃走したところその騒ぎを聞きつけ、新聞に載ってヒーローになろうと目論み彼を捕まえるが、ジョセフに鼻を集中的に踵で蹴られて取り逃がしてしまい、逆に醜態を晒すことになった。
テレビアニメ版ではシーンがカットされ登場しない。
ドノヴァン
声 - 松田健一郎
ナチス親衛隊コマンドー。足跡をつけずに砂の上を歩けるほどの身軽さを持つ。メキシコの砂漠でジョセフを尾行し、ストレイツォの情報を得るために拉致しようと目論むが、戦闘に敗れて逆に拷問され、スピードワゴン生存の事実を自供する。その後、ジョセフにサボテンにくくり付けられた。
テレビアニメの北米版では "Donobang"（ドノバン）と改名されている。
マルク
声 - 逢坂良太
ナチスの軍人で、シーザーの親友。シーザーいわく「仕事に一生懸命な人の良い青年」。シーザーに手伝ってもらいナンパした女性と婚約中であり、近い将来に結婚する予定だった。ナチスが監視しているローマの地下遺跡へジョセフやシーザーを案内するが、眠りから目ざめたワムウに右半身を食われて致命傷を負う。最期はシーザーに波紋で心臓を止めるよう頼み、シーザーに安楽死させられた。
マリオ・ツェペリ
声 - 山野井仁
ウィルの息子でシーザーの父。ナポリの家具職人だったが、ウィルの意志を受け継ぎ波紋の修行に生涯をかけており、ローマで地下遺跡に眠る柱の男を発見し、後に突然失踪する。世界を巡ってそれへの対処法を探っていたが、遺跡の罠に引っかかったシーザーを救おうとして死亡した。マリオ自身は成長したシーザーを自分の息子とは分からなかったが、マリオの死はシーザーを大いに成長させることとなる。

## 関連用語
柱の男（はしらのおとこ）
2000年周期で眠りにつく謎の生物「闇の一族」のこと。メキシコの古代人が命名した仮称。作中ではその生き残りである、石柱の中で眠っていたカーズ、エシディシ、ワムウ、サンタナがこう呼ばれる。人間が歴史を持つ遥か前に進化の過程の中で地球に出現し、かつて神や悪魔などと原始の人間たちに認識されていた存在。女性もいたようだが、その生物の頂点に立つ力故に食物連鎖の定義に漏れず繁殖率が極めて低く、地球の生態系にも考慮して他の生物には必要（必要最低限の食料）以上には干渉せずそれまでひっそりと生きていた。しかし一族は、より多くの生物のエネルギーを必要とする「石仮面」を作り出したカーズを恐れ抹殺しようとし、逆に返り討ちに遭って滅ぼされたため、作中の時点で生存するのはカーズら4人のみ。頭にはそれぞれ固有の角（ワムウの発言）、あるいは触角（カーズの発言）がある。人間とは比較にならぬほどの寿命・知能・身体能力を誇るが、紫外線に弱く、太陽光を受けると、吸血鬼のように灰化まではしないものの、硬直して石となる。ただしエシディシによると皮膚の内部や（負傷などでむき出しになった）内臓に紫外線や波紋の攻撃を受ければ消滅もする。また大威力武器攻撃（劇中では戦闘用ハンマーや、鋼鉄球のボウガン）を頭部に受ければ致死も有り得る（カーズの発言）。普通に口から物を摂取することもある（カーズが酒を飲んでいるなど）が、全身の細胞から消化液を出して「食事」を行うため、波紋使い以外の人間や吸血鬼、および他の動物が柱の男の肉体に接触すると、削り取られるようにして食われてしまう。「石仮面」は彼らに不死身の力と太陽光に対するある程度の抵抗力（石化）をもたらしたものの、究極生物となるには骨針の「押し」が弱かったらしく、「石仮面」に「エイジャの赤石」の力を取り込み、弱点の太陽光を克服、究極生物へ進化することを目論んでいた。Part1から登場する石仮面は、カーズが研究の過程で作った試作品である。その試作品の「石仮面」を使い、「柱の男」たちは、高効率のエネルギー源としてあらゆる生物を吸血鬼に変貌させ、捕食していた。「波紋使い」の一族は、この柱の男たちからエイジャの赤石を守るため、また柱の男たちを殲滅するために存在することも明らかになる。
エイジャの赤石（エイジャのせきせき）
カーズたちが捜し求めていた、ルビーのような赤い石。地球上に極めて稀に存在する「エイジャ」という希少鉱物で、結晶内で光を何億回も反射を繰り返し増幅した後、ルビーレーザーのように一点に照射する力を持っており、不純物の多い粗悪な石でさえ、ランプの炎の光だけでエシディシの掌を貫通する威力を発揮した。石仮面の骨針の力が自分たちの脳を完全に押すには不足していることに悩んでいたカーズは、赤石の力で骨針を強化しようと考え、ローマ皇帝が持つといわれた一点の曇りも無い「スーパーエイジャ」を入手すべく、ワムウとエシディシを連れて2,000年前のヨーロッパに現れた。「スーパーエイジャ」が無ければカーズの野望は実現しないのだが（実際にジョセフも赤石の破壊を提案していた）、これが無ければ「柱の男」を倒せないという言い伝えが残されていたため、代々の波紋戦士によって引き継がれ、作中の時代では宝石に偽装されてペンダントに組み込まれた状態でリサリサが所持していた。究極生命体と化したカーズとの決戦時、ジョセフの生きるという執念が成せた偶然により赤石は「波紋増幅器」だということが判明。赤石によって増幅されたカーズの波紋は火山噴火を誘発した。

## 書誌情報
- 『ジョジョの奇妙な冒険』5 - 12、ジャンプ・コミックス、1988年 - 1989年、全8巻
- 『ジョジョの奇妙な冒険』4 - 7「Part2 戦闘潮流」、集英社文庫、2002年、全4巻
- 『ジョジョの奇妙な冒険 戦闘潮流』、集英社ジャンプリミックス、2004年 - 2005年、全3巻
- 『ジョジョの奇妙な冒険 第2部 戦闘潮流 総集編』、集英社マンガ総集編シリーズ、2012年 - 2013年、全2巻
- 『ジョジョの奇妙な冒険 ［函装版］ JOJONIUM』4 - 7、愛蔵版コミックス、2014年、全4巻

## テレビアニメ
2012年10月5日から2013年4月5日まで、TOKYO MX、MBS、CBC、東北放送、RKB毎日放送、BS11で放送。全26話で第1部と第2部が映像化されており、第10話から第26話までが第2部の映像化に相当する。また第2部の映像化はこのテレビアニメが初となる。

## その他
- シーザーの祖父ウィルは『週刊少年ジャンプ』掲載時では、「結婚もしなかったし家族も持たなかった」と語っていたが、Part2で彼の孫であるシーザーが登場した。作者いわくこれには苦情が殺到したらしく、後に発行された単行本4巻では「若いころ結婚していたが石仮面に関わり家族を捨てた」という風に台詞が変えられ（TVアニメ版もこれに準拠している）、同巻末に謝罪文が載せられた。この作者コメントの一部は、日本テレビ系列で放送されたバラエティ番組『人生が変わる1分間の深イイ話』（2008年6月9日放送分）で紹介された。
- 『週刊少年ジャンプ』連載当時、本作品には「ロマンホラー! 深紅の秘伝説」というキャッチコピーが添えられていたが、これは作者本人の意図するところではなく、担当編集の独断によって付けられた特に意味のないものだったという[5]。しかしエイジャの赤石の登場により、このコピーがそれなりの意味を持つものとなっていった[要出典]。